# アメリカザリガニ科
アメリカザリガニ科（アメリカザリガニか、学名:Cambaridae ）は、3科ある淡水生のザリガニの科のなかで一番大きい科であり、400種以上を抱える。
この科に属するほとんどの種は、北米大陸分水界の東（グアテマラの南とキューバ島を含む）が原産であり、アメリカザリガニやOrconectes rusticusのような侵略的移入種として分布を広げた種もそうである。そうでない小数の種があるが、それらはすべてアジアザリガニ属（ Cambaroides ）に含まれ、その全ては東アジアに生息する。
2006年のミトコンドリアDNAを用いた分子系統の研究では、アメリカザリガニ科は側系統群であり、ザリガニ科が内在することと、アジアザリガニ属が何科に属するかは不明であることを推測した。